# Йоамнет Кінтеро
Йоамнет Кінтеро Альварес (ісп. Ioamnet Quintero Alvarez; нар. 8 вересня 1972) — кубинська легкоатлетка, яка спеціалізувалася на стрибках у висоту.

## Спортивні досягнення
Бронзова олімпійська призерка зі стрибків у висоту (1992).
Виступала у змаганнях стрибунок висоту на двох наступних Олімпіадах (1996, 2000), проте щоразу зупинялась у кваліфікаційному раунді.
Чемпіонка світу зі стрибків у висоту (1993).
Фіналістка змагань зі стрибків у висоту на чемпіонатах світу в приміщенні — 5-е місце у 1997 та 6-е місце у 1993.
Фіналістка (4-е місце) змагань зі стрибків у висоту на чемпіонаті світу серед юніорів (1990).
Переможниця Кубка світу (1992).
Дворазова чемпіонка Панамериканських ігор (1991, 1995).
Багаторазова чемпіонка Куби зі стрибків у висоту (1990, 1991, 1992, 1993, 1995, 1996, 2000, 2001).